# Понтебба
Понтебба (італ. Pontebba) — муніципалітет в Італії, у регіоні Фріулі-Венеція-Джулія,  провінція Удіне.
Понтебба розташована на відстані близько 520 км на північ від Рима, 105 км на північ від Трієста, 50 км на північ від Удіне.
Населення — 1459 осіб (2014).

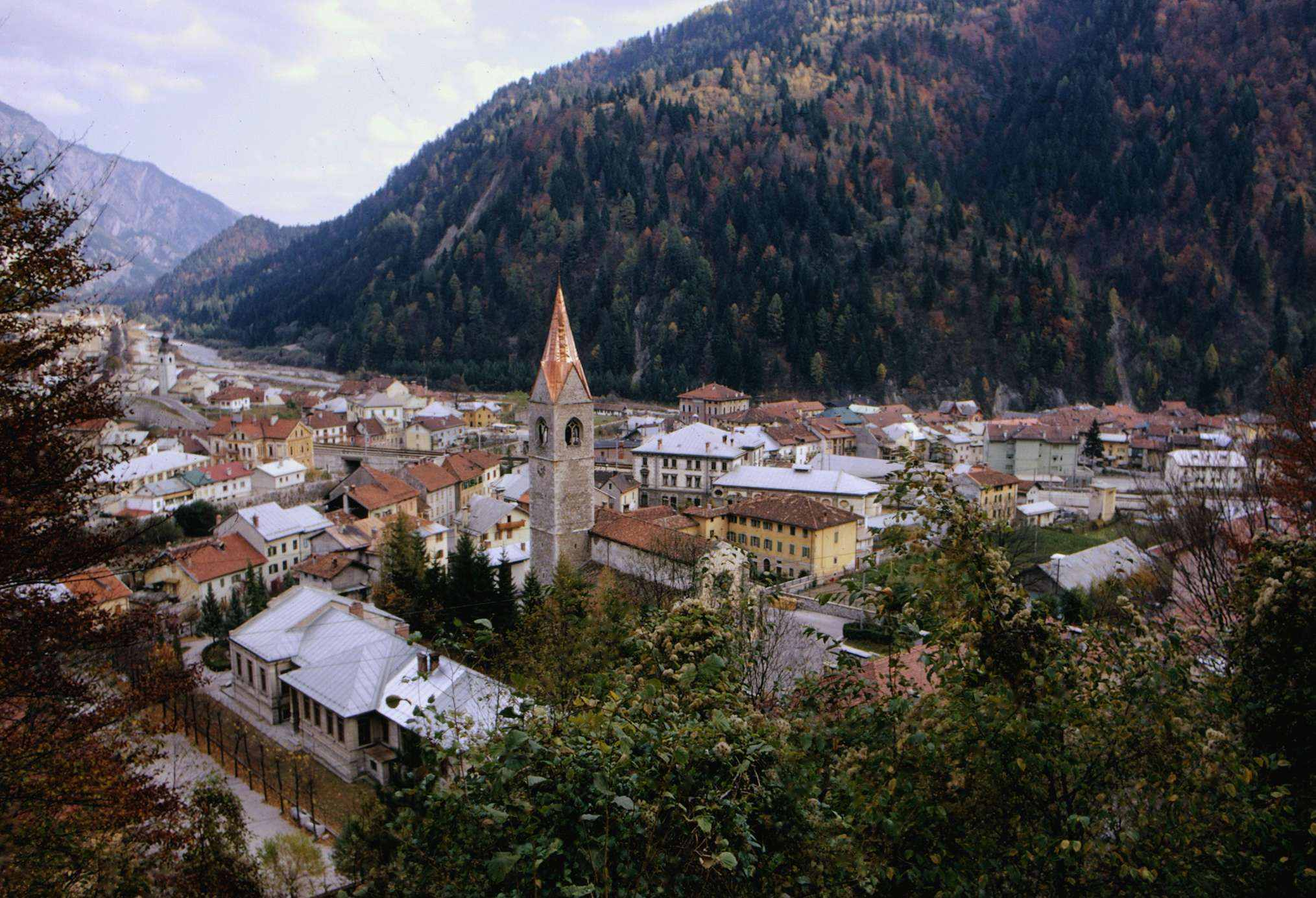

Щорічний фестиваль відбувається 8 вересня. 

## Демографія
Населення за роками:

Станом на 1 січня 2023 року в муніципалітеті офіційно проживало 60 іноземців з 16 країн, серед них 17 громадян країн Євросоюзу та 6 громадян України.

## Сусідні муніципалітети
- Донья
- Ермагор-Пресседжер-Сее
- Мальборгетто-Вальбруна
- Моджо-Удінезе

## Спорт
У місті базується хокейна команда «Понтебба» володар Кубка Італії 2008 року.

## Галерея зображень

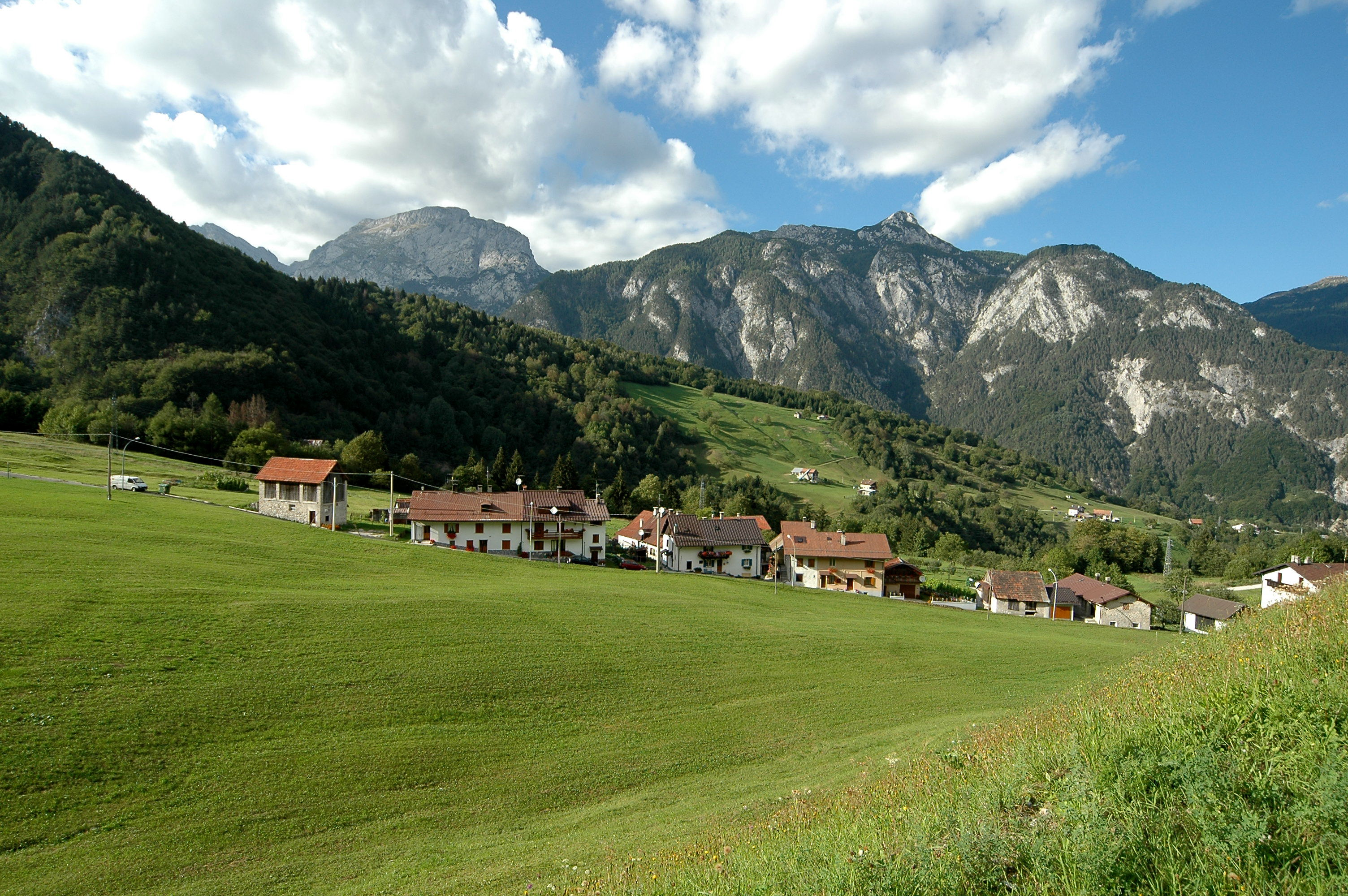
Вид частини Понтебба
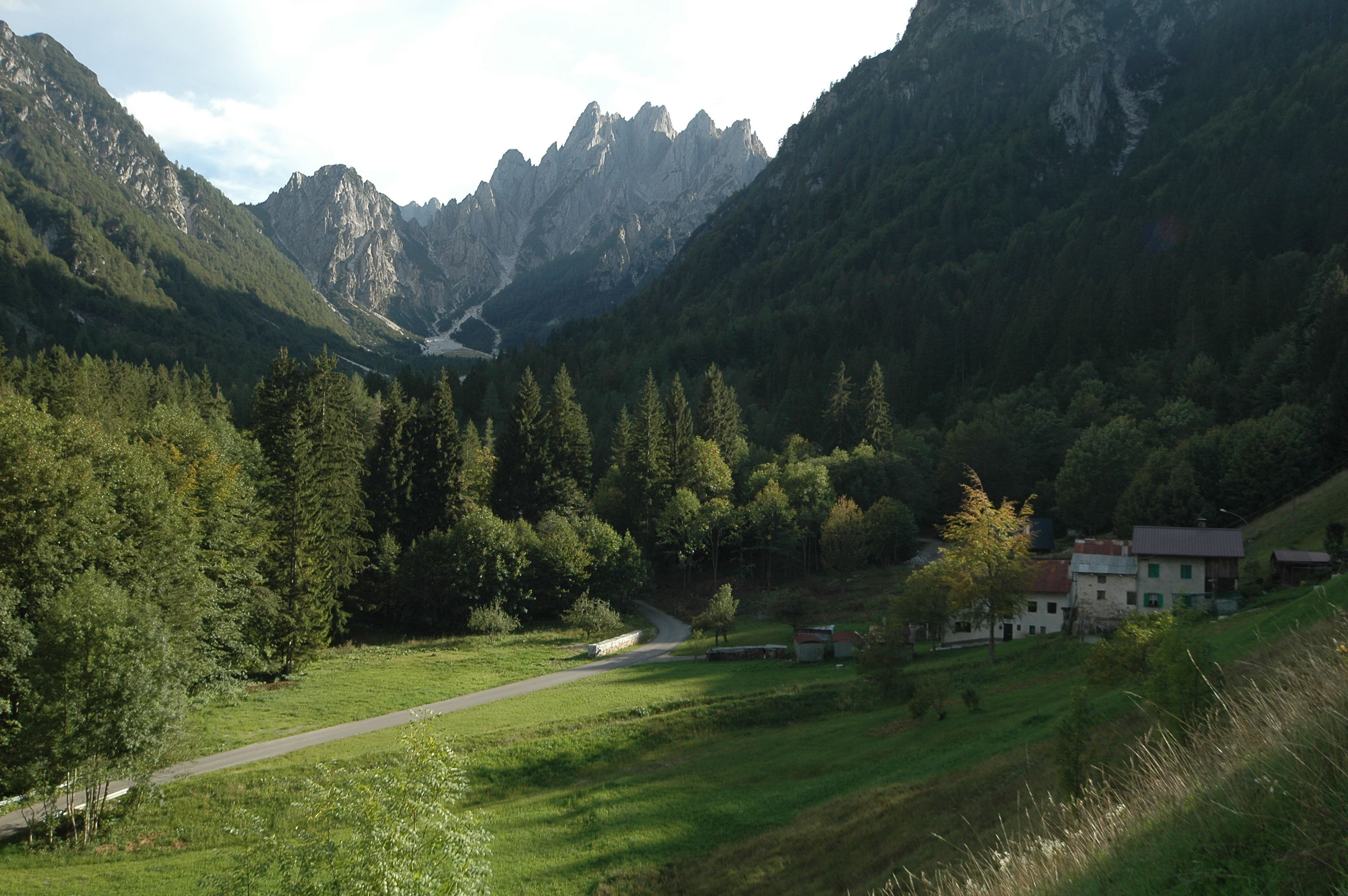
Вид з Аупа на Зук дель Бор
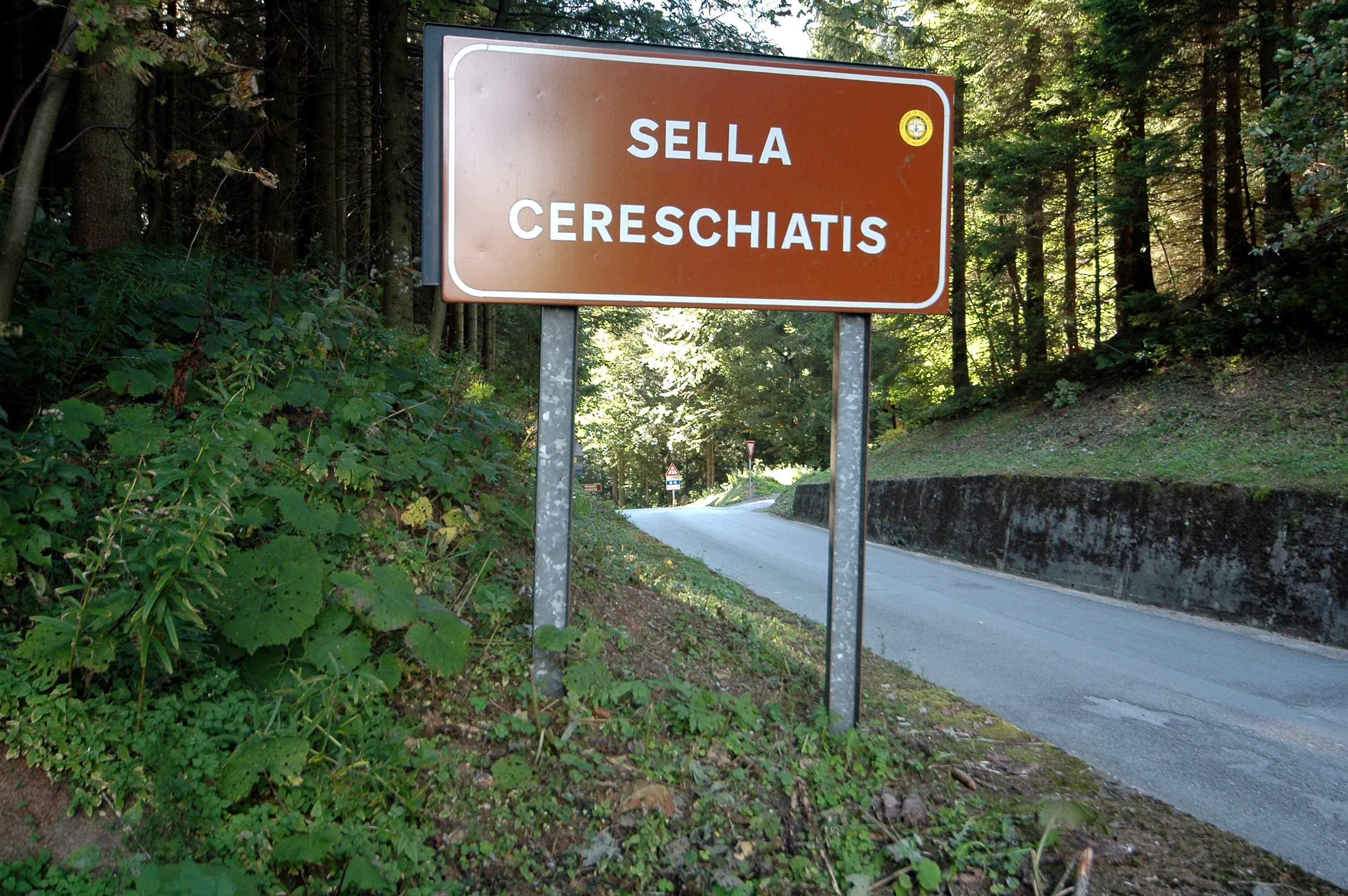
Вигляд дороги між Понтеббою та долиною Аупа
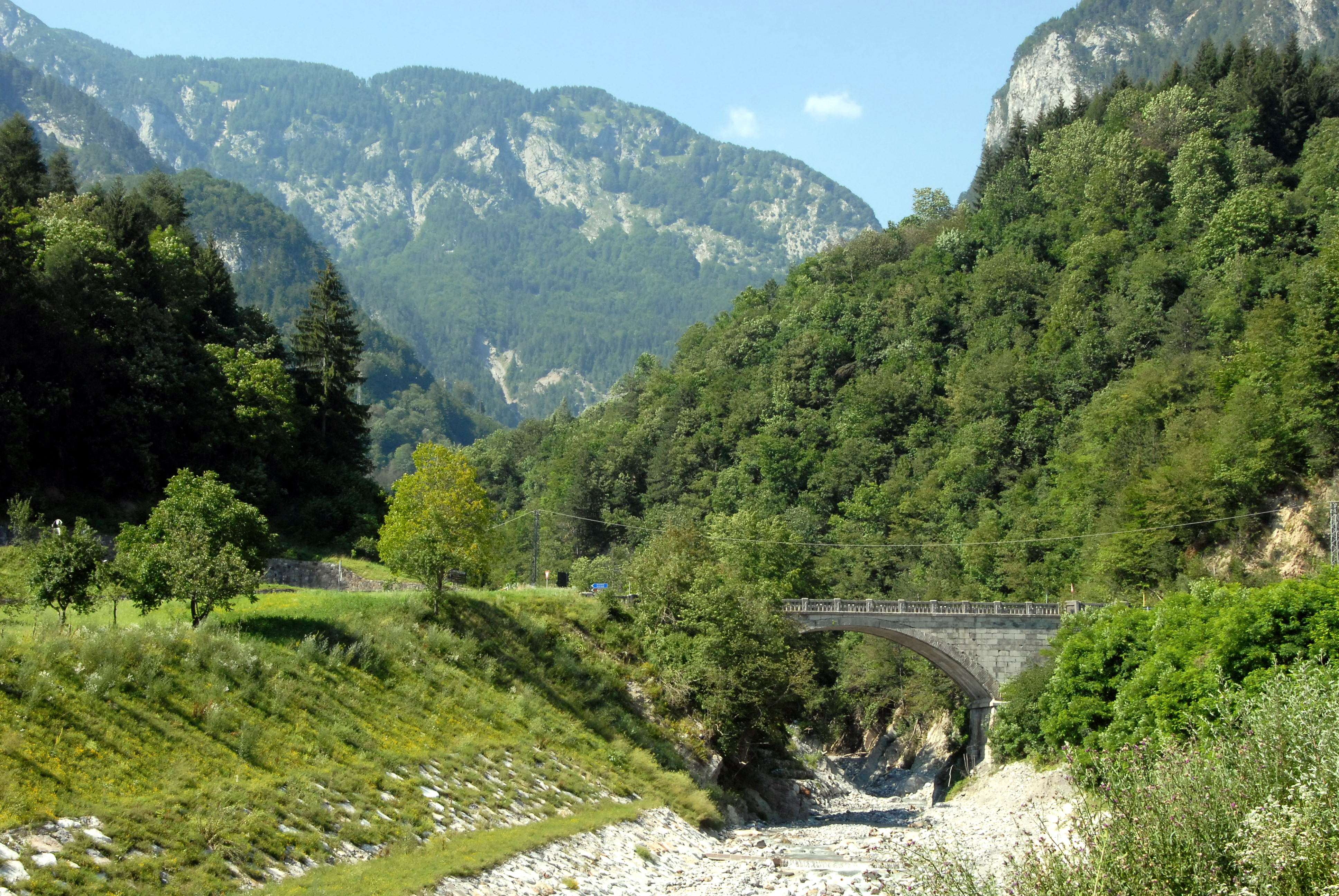
Міст Насфельд